# Jean-François Rome
Pour les articles homonymes, voir Rome (homonymie).
Jean-François Rome, né le 30 octobre 1773 à Monay (Jura) et mort le 11 juillet 1826 à Nancy (Meurthe), est un général de brigade du Premier Empire. 
Après une longue carrière d'officier pendant toute la Révolution et l'Empire, il accède au grade de général de brigade en 1813, combat pendant les Cent-Jours et reprend du service à la deuxième Restauration.

## Carrière
Engagé comme sous-lieutenant dans le 8e bataillon de volontaires du Jura le 25 août 1792, Jean-François Rome fait toutes les guerres de la Première Coalition dans l'armée du Rhin.
En 1798 et 1799, il sert dans l'armée d'Helvétie puis repasse à l'armée du Rhin pour la campagne sur le Danube en 1800.
Passé au 21e régiment d'infanterie de ligne comme capitaine en 1803, il fait avec la Grande Armée les campagnes d'Allemagne de 1805, et de Prusse et de Pologne en 1806 et 1807. Il y est blessé à Auerstadt et à Pultusk.
Il combat en Espagne sous Moncey et assiste au second siège de Saragosse. En Hollande en 1809, il participe aux combats liés à l'expédition de Walcheren puis part en Allemagne commander le 21e régiment d'infanterie de ligne.
Fait colonel le 15 avril 1811, il prend la tête du 7e régiment d'infanterie légère au sein de la division Gudin et fait avec lui la campagne de Russie au cours de laquelle il est blessé à la bataille de la Moskowa. Fait général de brigade le 4 août 1813, il commande en 1813 une brigade de la division Vichery lors du siège de Hambourg.
Pendant les Cent-Jours, il commande la 1re brigade de la division Pécheux. Lors de la bataille de Ligny le 16 juin, sa brigade est en première ligne à l'assaut du village de Ligny. Il est encore engagé le 20 juin au combat de Namur.
Mis en non-activité le 1er août 1815, il reprend du service en devenant lieutenant du roi à Calais le 2 août 1820, puis à Strasbourg le 29 août 1821.
Bénigne-Claude Délorier, Capitaine d’Infanterie du Premier Empire, était l'aide de camp du général Rome.

## Distinctions
Alors colonel, Jean-François Rome est fait commandeur de la Légion d'honneur le 11 octobre 1812,. Il était chevalier depuis le 14 mars 1806, et officier de l'ordre depuis le 18 juin 1812.
Le 14 août 1813, le colonel Rome est fait chevalier de l'Empire.
Il est fait chevalier de Saint-Louis le 13 août 1814.